# نوكيا لوميا 900
نوكيا لوميا 900 (بالإنجليزية: Nokia Lumia 900)‏ هو هاتف ذكي من نوكيا ضمن سلسلة لوميا يعمل بنظام ويندوز فون، تم طرحه في الأسواق في 2012.

## الخصائص
- نظام التشغيل: ويندوز فون
- الكاميرا الأمامية: 1 ميجابكسل
- الكاميرا الخلفية: 8 ميجابكسل
- الشاشة: شاشة لمس 480×800 16 مليون لون
- الوزن: 159 غ (5.6 أونصة)
- المعالج: 1.4 جيجا هرتز
- الذاكرة: 16 جيجابايت